# تپه کانی ره شکه
تپه کانی ره شکه مربوط به هزاره اول - دوران‌های تاریخی پس از اسلام است و در شهرستان سقز، بخش زیویه، روستای چناره واقع شده و این اثر در تاریخ ۲۵ اسفند ۱۳۸۰ با شمارهٔ ثبت ۵۰۸۹ به‌عنوان یکی از آثار ملی ایران به ثبت رسیده است.